# Vandana Shiva
Vandana Shiva (* 5. listopadu 1952, Dehra Dun, Uttarakhand, Indie) je indická spisovatelka, ekoložka a feministka.
Zabývá se zejména problematikou biodiversity a ekologického zemědělství. Působí jako ředitelka Nadace pro vědecký výzkum, technologii a přírodní zdroje (Research Foundation for Science, Technology and Natural Resource Policy) v Dillí. Je také členkou The Third World Network a jednou z předních osobností Mezinárodního Fóra o Globalizaci.